# باشگاه مبارزه با ورزش‌های خشن
باشگاه مبارزه با ورزش‌های خشن (به انگلیسی: League Against Cruel Sports)، که در گذشته به عنوان باشگاه ممنوعیت ورزش‌های خشن شناخته می‌شد، یک سازمان خیریه حمایت از جانوران مستقر در بریتانیا است که برای متوقف کردن ورزش‌های خونین مانند شکار روباه، خرگوش و تعقیب آهو مبارزه می‌کند. تیراندازی پرندگان؛ و مبارزه با جانوران این مؤسسه خیریه به وضع قانون شکار ۲۰۰۴ و قانون حفاظت از پستانداران وحشی (اسکاتلند) در سال ۲۰۰۲ کمک کرد که شکار با سگ‌های شکاری را در انگلیس، ولز و اسکاتلند ممنوع کرد.